# 虎尾俊哉
虎尾 俊哉（とらお としや、1925年1月13日 - 2011年1月5日）は、日本の歴史学者、国立歴史民俗博物館・弘前大学名誉教授。日本古代史専攻。

## 来歴
長崎市出身。愛媛県松山市生まれ。1943年第五高等学校卒業、東京帝国大学文学部国史学科入学、兵役のため休学ののち1947年卒業。1952年同大学大学院（旧制）満期退学。1953年弘前大学理学部講師、1955年助教授、1962年「班田収授法の研究」で東京大学より文学博士の学位を取得。1965年改組により弘前大学人文学部助教授、1967年教育学部教授、1969年文部省在外研修員としてロンドン大学に滞在、1974年プリンストン大学客員教授、1982年弘前大学教育学部長、1983年国立歴史民俗博物館教授、1990年定年退官、名誉教授。長男の虎尾達哉も日本古代史学者で多くの著作がある。

## 著書
- 『班田収授法の研究』吉川弘文館〈日本史学研究叢書〉、1961年。 オンデマンド版　2024、ISBN　9784642720182
- 『延喜式』吉川弘文館〈日本歴史叢書〉、1964年。
- 『律令国家と蝦夷』評論社〈若い世代と語る日本の歴史〉、1975年。
- 『日本の歴史文庫 3 奈良の都』講談社、1975年。
- 『日本古代土地法史論』吉川弘文館、1981年10月。
- 『古代典籍文書論考』吉川弘文館、1982年3月。
- 『古代東北と律令法』吉川弘文館、1995年6月。

## 編纂など
- 『延喜式　神道大系古典編 11・12』 神道大系編纂会 1991-93年
  - 『延喜式　訳注日本史料』上中下 集英社 2000-2017年
- 『弘仁式貞観式逸文集成』国書刊行会〈古代史料叢書〉、1992年12月。

## 記念論集
- 『日本古代の法と社会』吉川弘文館、1995年7月。
- 『律令国家の政務と儀礼』吉川弘文館、1995年7月。
- 『律令国家の地方支配』吉川弘文館、1995年7月。

## 参考
- 虎尾俊哉教授略歴（「国立歴史民俗博物館研究報告」1990）[要文献特定詳細情報]